# 山口家住宅 (蟹江町)
山口家住宅（やまぐちけじゅうたく）は、愛知県海部郡蟹江町城4丁目215にある邸宅。主屋が登録有形文化財。

## 歴史
山口家はこの地域の大地主だった。主屋は江戸時代に建てられた。1891年（明治24年）10月28日に発生した濃尾地震を経て、明治時代に改修された。
9代目当主の山口一角は茶華道、漢詩、和学などに優れた文人として知られた。1893年（明治26年）、表千家11世家元碌々斎の直門である吉田紹敬によって茶室の聴涛庵（ちょうとうあん）が作られた。1908年（明治41年）には表門が作られた。
2011年（平成23年）1月26日、主屋、茶室、表門が登録有形文化財に登録された。

## 建築
主屋は敷地の中央東寄りに南面する。木造平屋建、入母屋造、茅葺。桁行14メートル、梁間6.8メートル。東側に土間、西側に床上がある。四つ建て（鳥居建て）と呼ばれる尾張地方の伝統的な建築技法を用いている。
- 主屋 - 木造平屋建、茅葺一部瓦葺。建築面積192㎡。江戸時代竣工、明治時代改修。
- 茶室 - 木造平屋建、瓦葺一部鉄板葺。建築面積35㎡。1893年（明治26年）竣工。露地門の奥にある。
- 表門 - 瓦葺、間口3.8m、塀付。1908年（明治41年）竣工。前の2本の控柱が省略された四脚門。

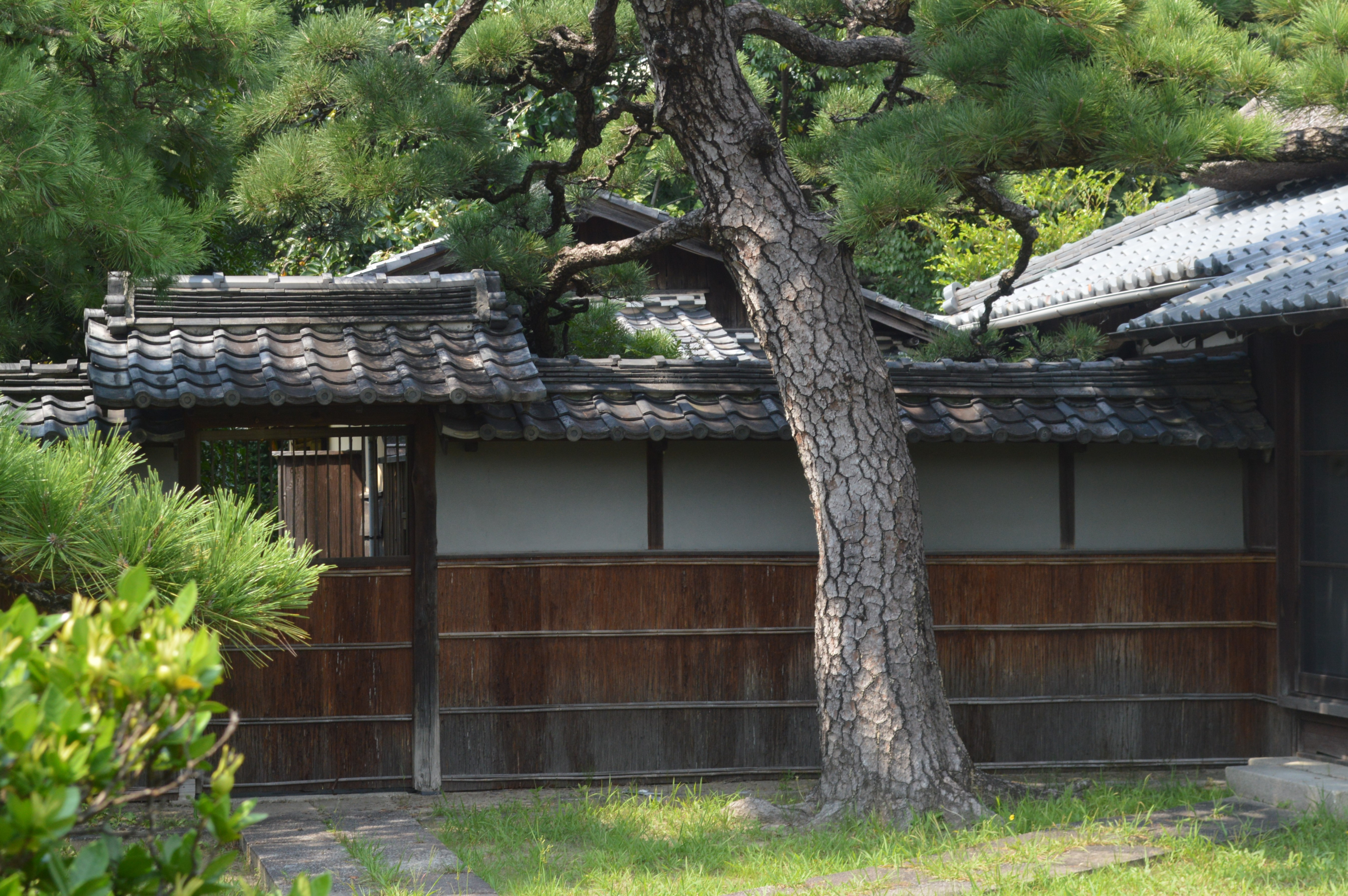
茶室
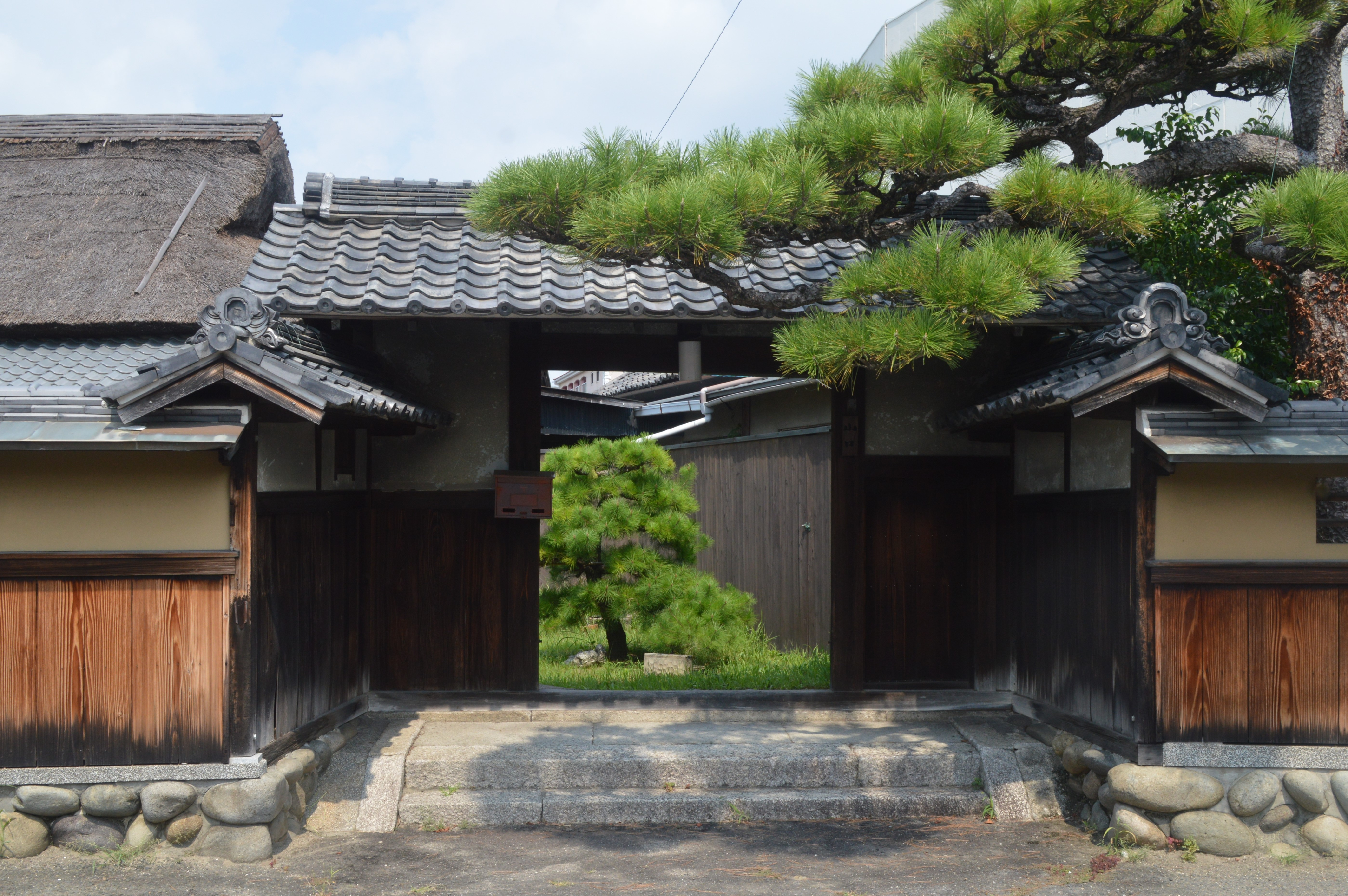
表門